# Кодекс канонического права 1917 года
Кодекс канонического права 1917 года (лат. Codex Iuris Canonici), также иногда называемый Кодексом Пия-Бенедикта, был первой официальной всесторонней кодификацией канонического права в Римско-католической церкви. Был утверждён 27 мая 1917 года и вступил в силу 19 мая 1918 года. Позднее был заменён Кодексом канонического права 1983 года, который вступил в силу 27 ноября 1983 года. По характеристике некоторых учёных, Кодекс 1917 года был «величайшей революцией в каноническом праве со времён Грациана».

## Составление кодекса

### Предыстория
К XIX веку законодательство Римско-католической церкви включало в себя около 10 тысяч норм, при этом многие из них противоречили друг другу, поскольку были приняты в разные времена при различных обстоятельствах. Эта ситуация побудила Пия X начать подготовку к созданию кодекса канонического права, который стал бы упорядоченным сборником законов с чёткими формулировками. Комиссия по кодификации канонического права, возглавляемая кардиналом Пьетро Гаспарри, окончила свою работу уже после избрания папой римским Бенедикта XV, который и утвердил кодекс, вступивший в силу в 1918 году. Поскольку работа над составлением кодекса началась во время понтификата Пия X, а закончилась уже при Бенедикте XVI, кодекс иногда называют «Кодексом Пия-Бенедикта», хотя более часто употребляемым названием является «Кодекс 1917 года». При его составлении было изучено множество законов, принятых в течений столетий. Все они проверялись на подлинность церковными правоведами, и, по мере возможности, приводились в согласие с противоречащими церковными канонами и даже с положениями других кодексов, начиная от Свода Юстиниана и заканчивая Кодексом Наполеона.
В ответ на просьбу епископов, выраженную ещё на Первом Ватиканском соборе, Пий X 14 мая 1904 года выпустил рескрипт motu proprio «Arduum sane munus», согласно которому учреждалась комиссия по работе над упорядочиванием разрозненных законов и указов. Правовые нормы формулировались в как можно более краткой форме, устаревшие и противоречивые нормы отбрасывались. 

### Утверждение кодекса и его дальнейшее пребывание в силе
Кодекс был утверждён 27 мая 1917 года Бенедиктом XV и вступил в силу 19 мая 1918 года.  По большей части его нормы распространялись на всю организацию Католической церкви, кроме некоторых моментов, где «вещи по своей природе являются частью культуры Востока», как, например, вопрос о крещении (канон 87). Всего в кодексе содержится 2414 канонов.
15 сентября 1917 года Бенедикт XV выпустил очередной рескрипт motu proprio Cum Iuris Canonici, в котором Папской Комиссии поручалось составить комментарии к кодексу, а также вносить в него необходимые изменения по мере разработки новых законодательных актов. Новые законы должны были добавляться к существующим канонам в новых параграфах или же включаться между канонами, повторяя номер предыдущего канона и добавляя bis, ter, и т.д. (в итоге получалось, к примеру, «канон 1567bis», в духе романо-германской правовой семьи). Это делалось для того, чтобы не нарушать нумерацию в кодексе и не переписывать весь текст канона заново. Число канонов изменять не предполагалось.
Священной Конгрегации запрещалось выпускать новые указы, разве что только по крайней необходимости и только после согласования с Папской Комиссией, которой была поручена задача о внесении изменений в кодекс. Конгрегации занимались составлением комментариев к канонам, которые разъясняли их содержание. Такой порядок был учреждён с целью того, чтобы кодекс не устарел сразу вскоре после его принятия. В него редко вносились какие-либо изменения, и имели они в основном незначительный характер.
Кодекс был в силе до тех пор, пока Канон 6 §1 1° Кодекса канонического права 1983 года не вступил в силу 27 ноября 1983 года и не объявил Кодекс 1917 года недействительным.

## Структура
Законы в кодексе поделены на пять групп:
1. Основные положения
2. Законы, касающиеся церковных лиц (священники, монахи, миряне)
3. De rebus («О вещах»; включает статьи о таинствах, священных местах и религиозных праздниках, о церковной службе, о магистериуме, церковных санах и светском имуществе)
4. Процессуальные нормы
5. Преступления и наказания

Порядок организации Кодекса 1917 года повторяет разделение «Personae, Res, Actiones» таких античных законоведов, как Гай и Юстиниан. В то же время кодекс не следует классическому каноничному разделению (Iudex, Iudicium, Clerus, Sponsalia, Crimen).

## Изучение кодекса и его критика
За все 65 лет его пребывания в силе, полный перевод кодекса с латинского языка никогда не был опубликован. Переводы были запрещены, отчасти ради того, чтобы споры о толковании норм среди учёных и церковных деятелей разрешались на самом латинском, а не на одном из многих других языков.
В основном материалы по изучению кодекса содержатся, помимо латинского, на английском языке.
Книга «De rebus» (О вещах) была подвергнута большой критике за то, что в ней в категорию «вещей» включались чудеса, сверхъестественные явления, а также таинства и церковная служба, и за то, что в ней вместе излагались разные по своему характеру предметы. Некоторые исследователи утверждали, что кодекс юридически принижал суть священного таинства. Рене Мец защищал позицию законодателей относительно содержания De rebus, утверждая, что было избрано лучшее из худших решений проблемы, которую сами составители прекрасно понимали.

## Внешние ссылки
- Codex Iuris Canonici (1917), текст на латинском
- Codex Iuris Canonici (1917), перевод на французский